# Лилиом (фильм)
«Лилио́м» (фр. Liliom) — кинофильм режиссёра Фрица Ланга, вышедший на экраны в 1934 году. Единственная работа Ланга, снятая во Франции. Экранизация одноимённой пьесы Ференца Мольнара.

## Сюжет
Лилиом — привлекательный молодой мужчина, работающий зазывалой на карусели в парке развлечений. Однажды он обращает внимание на юную служанку Жюли, что вызывает недовольство владелицы карусели мадам Моска. В результате последовавшей размолвки Лилиом теряет работу, как и Жюли, не вернувшаяся к своим хозяевам. Несмотря на предупреждение встретившегося полицейского, с которым Лилиом знаком с не самой лучшей стороны, Жюли остаётся с молодым человеком. Однако их совместная жизнь складывается не лучшим образом: он ведёт себя с ней грубо и даже бьёт, а днем, не имея работы, слоняется по городу в поисках случайного заработка. Однажды Лилиом узнаёт, что у него будет ребёнок. Он решает добыть денег и соглашается помочь другу ограбить местного клерка, доставляющего на фабрику заработную плату. Но всё идёт не так, как задумано и, преследуемый полицейскими, Лилиом накладывает на себя руки. После смерти он попадает в небесный полицейский участок, где должны оценить, насколько плохим или хорошим человеком он был...

## В ролях
- Шарль Буайе — Лилиом Задовски
- Мадлен Озере — Жюли Булар / дочь Лилиома и Жюли
- Робер Арну — токарь
- Ролан Тутен — пьяный матрос
- Александр Риньо — Холлингер
- Анри Ришар — комиссар
- Марсель Баренсе — полицейский из чистилища
- Рауль Марко — инспектор
- Антонен Арто — точильщик ножей
- Пьер Альковер — Альфред
- Вивиан Романс — продавщица сигарет
- Максимилианна — мадам Мену
- Флорель — мадам Моска